# Campionati italiani di sci alpino 2002
I Campionati italiani di sci alpino 2002 si sono svolti a Piancavallo dal 20 al 23 marzo. Il programma ha incluso gare di supergigante, slalom gigante e slalom speciale, sia maschili sia femminili.
Trattandosi di competizioni valide anche ai fini del punteggio FIS, vi hanno partecipato anche sciatori di altre federazioni, senza che questo consentisse loro di concorrere al titolo nazionale italiano.

## Risultati

### Uomini

#### Supergigante
| Pos. | Atleta             | Nazione | Tempo   |
| ---- | ------------------ | ------- | ------- |
| 1    | Kristian Ghedina   | Italia  | 1:18,11 |
| 2    | Peter Fill         | Italia  | 1:18,58 |
| 3    | Patrick Staudacher | Italia  | 1:18,70 |
| 4    | Luca Cattaneo      | Italia  | 1:18,75 |
| 5    | Erik Seletto       | Italia  | 1:19,03 |
| 6    | Alex Happacher     | Italia  | 1:19,05 |
| 7    | Roland Fischnaller | Italia  | 1:19,05 |
| 8    | Maurizio Feller    | Italia  | 1:19,25 |
| 9    | Manuel Carrozza    | Italia  | 1:19,44 |
| 10   | Arnold Rieder      | Italia  | 1:19,55 |

Data: 20 marzo

#### Slalom gigante
| Pos. | Atleta                | Nazione | Tempo   |
| ---- | --------------------- | ------- | ------- |
| 1    | Patrick Thaler        | Italia  | 2:06,17 |
| 2    | Massimiliano Blardone | Italia  | 2:06,96 |
| 3    | Patrick Cogoli        | Italia  | 2:07,18 |
| 4    | Patrick Holzer        | Italia  | 2:07,63 |
| 5    | Omar Longhi           | Italia  | 2:07,80 |
| 6    | Alessandro Roberto    | Italia  | 2:07,89 |
| 7    | Michael Gufler        | Italia  | 2:07,90 |
| 8    | Giancarlo Bergamelli  | Italia  | 2:08,20 |
| 9    | Alexander Ploner      | Italia  | 2:08,22 |
| 10   | Edoardo Zardini       | Italia  | 2:08,28 |

Data: 22 marzo

#### Slalom speciale
| Pos. | Atleta                | Nazione | Tempo   |
| ---- | --------------------- | ------- | ------- |
| 1    | Thomas Bergamelli     | Italia  | 1:35,06 |
| 2    | Edoardo Zardini       | Italia  | 1:35,51 |
| 3    | Massimiliano Blardone | Italia  | 1:35,67 |
| 4    | Giancarlo Bergamelli  | Italia  | 1:35,86 |
| 5    | Manfred Mölgg         | Italia  | 1:35,88 |
| 6    | Alan Perathoner       | Italia  | 1:36,05 |
| 7    | Matteo Nana           | Italia  | 1:36,18 |
| 8    | Cristian Deville      | Italia  | 1:37,07 |
| 9    | Lucas Senoner         | Italia  | 1:37,47 |
| 10   | Peter Fill            | Italia  | 1:37,56 |

Data: 23 marzo

### Donne

#### Supergigante
| Pos. | Atleta             | Nazione | Tempo   |
| ---- | ------------------ | ------- | ------- |
| 1    | Daniela Ceccarelli | Italia  | 1:21,31 |
| 2    | Isolde Kostner     | Italia  | 1:21,51 |
| 3    | Chiara Maj         | Italia  | 1:21,67 |
| 4    | Alexandra Coletti  | Italia  | 1:21,88 |
| 5    | Marta Antonioli    | Italia  | 1:21,90 |
| 6    | Patrizia Bassis    | Italia  | 1:22,02 |
| 7    | Karen Putzer       | Italia  | 1:22,32 |
| 8    | Barbara Belingheri | Italia  | 1:22,75 |
| 9    | Giulia Gianesini   | Italia  | 1:22,85 |
| 10   | Verena Stuffer     | Italia  | 1:23,01 |

Data: 21 marzo

#### Slalom gigante
| Pos. | Atleta             | Nazione | Tempo   |
| ---- | ------------------ | ------- | ------- |
| 1    | Manuela Mölgg      | Italia  | 2:03,43 |
| 2    | Daniela Merighetti | Italia  | 2:04,05 |
| 3    | Karen Putzer       | Italia  | 2:04,22 |
| 4    | Silke Bachmann     | Italia  | 2:04,29 |
| 5    | Claudia Morandini  | Italia  | 2:04,69 |
| 6    | Denise Karbon      | Italia  | 2:04,74 |
| 7    | Daniela Ceccarelli | Italia  | 2:04,97 |
| 8    | Nicole Gius        | Italia  | 2:05,25 |
| 9    | Monika Knapp       | Italia  | 2:05,35 |
| 10   | Sara Lovato        | Italia  | 2:05,76 |

Data: 20 marzo

#### Slalom speciale
| Pos. | Atleta             | Nazione | Tempo   |
| ---- | ------------------ | ------- | ------- |
| 1    | Denise Karbon      | Italia  | 1:33,53 |
| 1    | Claudia Morandini  | Italia  | 1:33,53 |
| 3    | Manuela Mölgg      | Italia  | 1:33,81 |
| 4    | Nicole Gius        | Italia  | 1:34,46 |
| 5    | Daniela Merighetti | Italia  | 1:34,81 |
| 6    | Giorgia Lorenz     | Italia  | 1:34,81 |
| 7    | Daniela Bagnara    | Italia  | 1:35,04 |
| 8    | Miriam Gschnitzer  | Italia  | 1:35,13 |
| 9    | Silke Bachmann     | Italia  | 1:35,16 |
| 10   | Beatrice Boglio    | Italia  | 1:35,31 |

Data: 21 marzo